# Jacobische Differentialgleichung
Die nach Carl Gustav Jacob Jacobi benannte jacobische Differentialgleichung ist eine nichtlineare gewöhnliche Differentialgleichung erster Ordnung der Form
{\displaystyle y'=f\left({\frac {ax+by+c}{\alpha x+\beta y+\gamma }}\right)\ .}
Ein wichtiger Spezialfall ist die Euler-homogene Differentialgleichung (nach Leonhard Euler), auch Ähnlichkeitsdifferentialgleichung genannt,
{\displaystyle y'=f\left({\frac {y}{x}}\right).}

## Transformation auf Euler-homogene Differentialgleichung
Hier muss eine Fallunterscheidung danach gemacht werden, ob {\displaystyle \det {\begin{pmatrix}a&b\\\alpha &\beta \\\end{pmatrix}}} verschwindet oder nicht.

### Nichtverschwindende Determinante
Wegen {\displaystyle \det {\begin{pmatrix}a&b\\\alpha &\beta \\\end{pmatrix}}\neq 0} gibt es (eindeutige) {\displaystyle x^{\star },y^{\star }\in \mathbb {R} } mit
{\displaystyle {\begin{array}{lcll}&ax^{\star }+by^{\star }&=&-c\\\wedge &\alpha x^{\star }+\beta y^{\star }&=&-\gamma \ .\\\end{array}}}
Dann folgt
{\displaystyle {\frac {ax+by+c}{\alpha x+\beta y+\gamma }}={\frac {a(x-x^{\star })+b(y-y^{\star })}{\alpha (x-x^{\star })+\beta (y-y^{\star })}}={\frac {a+b{\frac {y-y^{\star }}{x-x^{\star }}}}{\alpha +\beta {\frac {y-y^{\star }}{x-x^{\star }}}}}\ .}
Nun gilt: Für jede Lösung der Euler-homogenen Differentialgleichung
{\displaystyle u'=f\left({\frac {a+b{\frac {u}{x}}}{\alpha +\beta {\frac {u}{x}}}}\right)=g\left({\frac {u}{x}}\right)\ ,\ g(s):=f\left({\frac {a+bs}{\alpha +\beta s}}\right)}
ist {\displaystyle y(x):=y^{\star }+u(x-x^{\star })} Lösung der ursprünglichen jacobischen Differentialgleichung, denn man erhält
{\displaystyle y'(x)=u'(x-x^{\star })=f\left({\frac {a+b{\frac {u(x-x^{\star })}{x-x^{\star }}}}{\alpha +\beta {\frac {u(x-x^{\star })}{x-x^{\star }}}}}\right)=f\left({\frac {a+b{\frac {y(x)-y^{\star }}{x-x^{\star }}}}{\alpha +\beta {\frac {y(x)-y^{\star }}{x-x^{\star }}}}}\right)=f\left({\frac {ax+by(x)+c}{\alpha x+\beta y(x)+\gamma }}\right).}
Somit wird das Lösen einer jacobischen Differentialgleichung auf das Lösen einer Euler-homogenen Differentialgleichung zurückgeführt.

### Verschwindende Determinante
Sei nun {\displaystyle \det {\begin{pmatrix}a&b\\\alpha &\beta \\\end{pmatrix}}=0}. Es sind drei Fälle zu unterscheiden.
- Der Fall {\displaystyle b=\beta =0}

Dieser Fall ist trivial, da die rechte Seite Differentialgleichung nicht mehr von {\displaystyle y} abhängt.
- Der Fall {\displaystyle a=\lambda \alpha ,b=\lambda \beta ,\beta \neq 0}

Für alle Lösungen {\displaystyle z} der separierten Differentialgleichung
{\displaystyle z'=\alpha +\beta f\left({\frac {\lambda z+c}{z+\gamma }}\right)}
ist {\displaystyle y(x):={\frac {1}{\beta }}(z(x)-\alpha x)} Lösung der jacobischen Differentialgleichung, denn es gilt
{\displaystyle y'(x)={\frac {1}{\beta }}(\alpha +\beta f\left({\frac {\lambda z(x)+c}{z(x)+\gamma }}\right)-\alpha )=f\left({\frac {\lambda (\alpha x+\beta y(x))+c}{\alpha x+\beta y(x)+\gamma }}\right)=f\left({\frac {ax+by(x)+c}{\alpha x+\beta y(x)+\gamma }}\right)\ .}
Also ist hier das Verfahren der Trennung der Veränderlichen anwendbar.
- Der Fall {\displaystyle \alpha =\beta =0,b\neq 0}

Dies geht analog zum vorigen Fall: Für alle Lösungen {\displaystyle z} der separierten Differentialgleichung
{\displaystyle z'=a+bf\left({\frac {z+c}{\gamma }}\right)}
ist {\displaystyle y(x):={\frac {1}{b}}(z(x)-ax)} Lösung der jacobischen Differentialgleichung.

## Transformation der Euler-homogenen Gleichung auf Trennung der Veränderlichen
Gegeben sei eine Euler-homogene Differentialgleichung {\displaystyle y'=g\left({\frac {y}{x}}\right)}.
Für jede Lösung {\displaystyle z} der separierten Differentialgleichung
{\displaystyle z'(x)={\frac {1}{x}}(g(z)-z)}
ist {\displaystyle y(x):=x\cdot z(x)} Lösung der Euler-homogenen Differentialgleichung wegen
{\displaystyle y'(x)=z(x)+xz'(x)=g(z(x))=g\left({\frac {y(x)}{x}}\right)\ .}
Die Differentialgleichung für {\displaystyle z} kann man mit dem Verfahren der Trennung der Veränderlichen weiter behandeln.